# 賀哈山
賀哈山是東非國家布隆迪的山峰，位於該國西部布松布拉鄉村省，距離坦噶尼喀湖約20公里，海拔高度2,684米，是該國和米通巴山脈的最高點。
3°36′12″S 29°29′57″E / 3.6033°S 29.4992°E